# Fernando Álvarez de la Campa
Fernando Álvarez de la Campa Arumí (Avilés, 14 de juny de 1869 - Barcelona, 17 d'abril de 1939) fou un militar espanyol. Assolí el grau de tinent coronel de l'exèrcit espanyol en 1921.
Després d'haver estat destinat a l'Havana fou destinat a Barcelona, on el 1908 fou nomenat cap de la Secció de Justícia de la Capitania General de Catalunya.
Fou el primer alcalde de Barcelona nomenat per la Dictadura de Primo de Rivera del 21 d'octubre de 1923 a setembre de 1924. Durant el seu mandat va acabar les obres del Palau Reial de Pedralbes i començà l'obertura de l'avinguda Diagonal. També fou comissari regi i president del Consorci de la Zona Franca en 1925. En 1927 el ministre José Calvo Sotelo el va nomenar interventor de la Borsa de Barcelona i el 1931 fou nomenat vicepresident de la Junta Consultiva del Reial Club Nàutic de Barcelona.
Ja retirat, l'abril de 1933, formà part de la directiva de Dreta de Catalunya, encapçalada aleshores per Josep Bertran i Güell, amb les que es va presentar a les eleccions generals espanyoles de 1933, però no fou escollit. Durant la guerra civil espanyola va romandre amagat a Barcelona i quan acabà el conflicte col·laborà amb el nou regidor franquista Aureli Joaniquet i Extremo.